# Gyrtona thoracica
Gyrtona thoracica är en fjärilsart som beskrevs av Walker 1863. Gyrtona thoracica ingår i släktet Gyrtona och familjen nattflyn. Inga underarter finns listade i Catalogue of Life.